# FIS Ladies Winter Tournee
Do 2000 roku FIS Ladies Grand Tournee, od 2000 roku FIS Ladies Grand Prix, od 2009 do 2011 FIS Ladies Winter Tournee – najbardziej prestiżowy turniej w skokach narciarskich kobiet, bardzo często porównywany do Turnieju Czterech Skoczni. 
Zawody rozgrywane były na skoczniach w Niemczech (Baiersbronn, Breitenberg, Schönwald, Braunlage, Schonach i Hinterzarten) i Austrii (Saalfelden, Ramsau), do roku 2008 turniej rozgrywany był w lutym, po 2008 roku – w styczniu. 
Zwycięzcą zostawała zawodniczka, która zdobyła największą liczbę punktów we wszystkich konkursach łącznie. Turniej odbył się po raz pierwszy w 1999 roku i był najstarszym i najdłuższym turniejem w skokach narciarskich dla kobiet.
Od 2005 do 2011 roku turniej FIS Ladies Grand Prix był rozgrywany w ramach Pucharu Kontynentalnego.
W 2011 roku odbyły się ostatnie zawody w ramach FIS Ladies Winter Tournee, później turniej nie został już wznowiony.

## Historia
Turniej rozegrano po raz pierwszy w 1999 roku i wówczas odbył się on pod nazwą FIS Ladies Grand Tournee. W pierwszej edycji przeprowadzonych zostało pięć konkursów: na skoczniach w Braunlage, Baiersbronn, Schönwald, Breitenberg i Ramsau. Rok później zawody w Ramsau zostały zastąpione przez austriackie Saalfelden, a zawody w Braunlage – przez konkurs drużynowy na skoczni w Breitenbergu. W 2001 roku nastąpiła zmiana w strukturze rozgrywania zawodów oraz zmieniona została nazwa cyklu na FIS Ladies Grand Prix. Od 2001 roku rozgrywane są cztery indywidualne konkursy: w Baiersbronn, Schönwald, Saalfelden i Breitenbergu. Oprócz konkursów indywidualnych, jest rozgrywany konkurs drużynowy na jednej z czterech skoczni, na których odbywa się konkurs indywidualny. Wyjątkiem był konkurs drużynowy w 2001 roku, kiedy wyniki konkursu zostały ustalone na podstawie rezultatów poszczególnych zawodniczek w konkursach indywidualnych. 
Od 2005 roku turniej Ladies Grand Prix jest rozgrywany w ramach Pucharu Kontynentalnego. W 2007 roku zawody w Schönwaldzie zostały przeniesione do niemieckiego Schonach z powodu braku śniegu. W 2008 roku organizatorzy zawodów w Saalfelden zrzekli się prawa do organizacji, w związku z czym konkurs zastąpiono jednorazowo zmaganiami w austriackim Seefeld, jednak i te zawody się nie odbyły z powodów warunków pogodowych. W sezonie 2008/2009 chęć zorganizowania zawodów wyraziły tylko niemieckie miejscowości – Schonach i Baiersbronn, co zmusiło organizatorów oraz FIS do wykreślenia turnieju z kalendarza Pucharu Kontynentalnego. Rok później chęć zorganizowania zawodów wyraziły trzy niemieckie miejscowości – Baiersbronn, Schonach i Braunlage, dzięki czemu turniej ponownie zaczęto rozgrywać w ramach Pucharu Kontynentalnego, jednak aby uniknąć nieporozumień, zmieniona została nazwa z FIS Ladies Grand Prix na FIS Ladies Winter Tournee. Ponieważ skocznia Adlerschanze została zamknięta w 2008 roku, zawody z tej miejscowości przeniesiono na obiekt oddalony o kilka kilometrów, tj. Langenwaldschanze w Schonach. W 2011 roku w kalendarzu turnieju po raz pierwszy pojawiła się niemiecka miejscowość Hinterzarten. Ostatni konkurs w ramach FIS Ladies Winter Tournee odbył się 16 stycznia 2011 roku w Braunlage, później turniej nie został już wznowiony.

## Obiekty
|  | Nazwa skoczni              | Miasto       | Punkt konstrukcyjny | Rozmiar skoczni | Lata rozegrania konkursów                                        |
|  | -------------------------- | ------------ | ------------------- | --------------- | ---------------------------------------------------------------- |
|  | Große Ruhestein            | Baiersbronn  | K-85                | HS 90           | 1999, 2000, 2001, 2002, 2003, 2004, 2005, 2006, 2007, 2008, 2010 |
|  | Baptist-Kitzlinger-Schanze | Breitenberg  | K-75                | HS 82           | 1999, 2000, 2001, 2002, 2003, 2004, 2005, 2006, 2007, 2008       |
|  | Adlerschanze               | Schönwald    | K-85                | HS 93           | 1999, 2000, 2001, 2002, 2003, 2004, 2005, 2006, 2008             |
|  | Bibergschanze              | Saalfelden   | K-85                | HS 95           | 2000, 2002, 2003, 2004, 2005, 2006, 2007                         |
|  | Wurmbergschanze            | Braunlage    | K-90                | HS 100          | 1999, 2010, 2011                                                 |
|  | Langenwaldschanze          | Schonach     | K-90                | HS 96           | 2007, 2010, 2011                                                 |
|  | Adlerschanze               | Hinterzarten | K-95                | HS 108          | 2011                                                             |
|  | Mattensprunganlage         | Ramsau       | K-90                | HS 98           | 1999                                                             |

## Zwyciężczynie turnieju

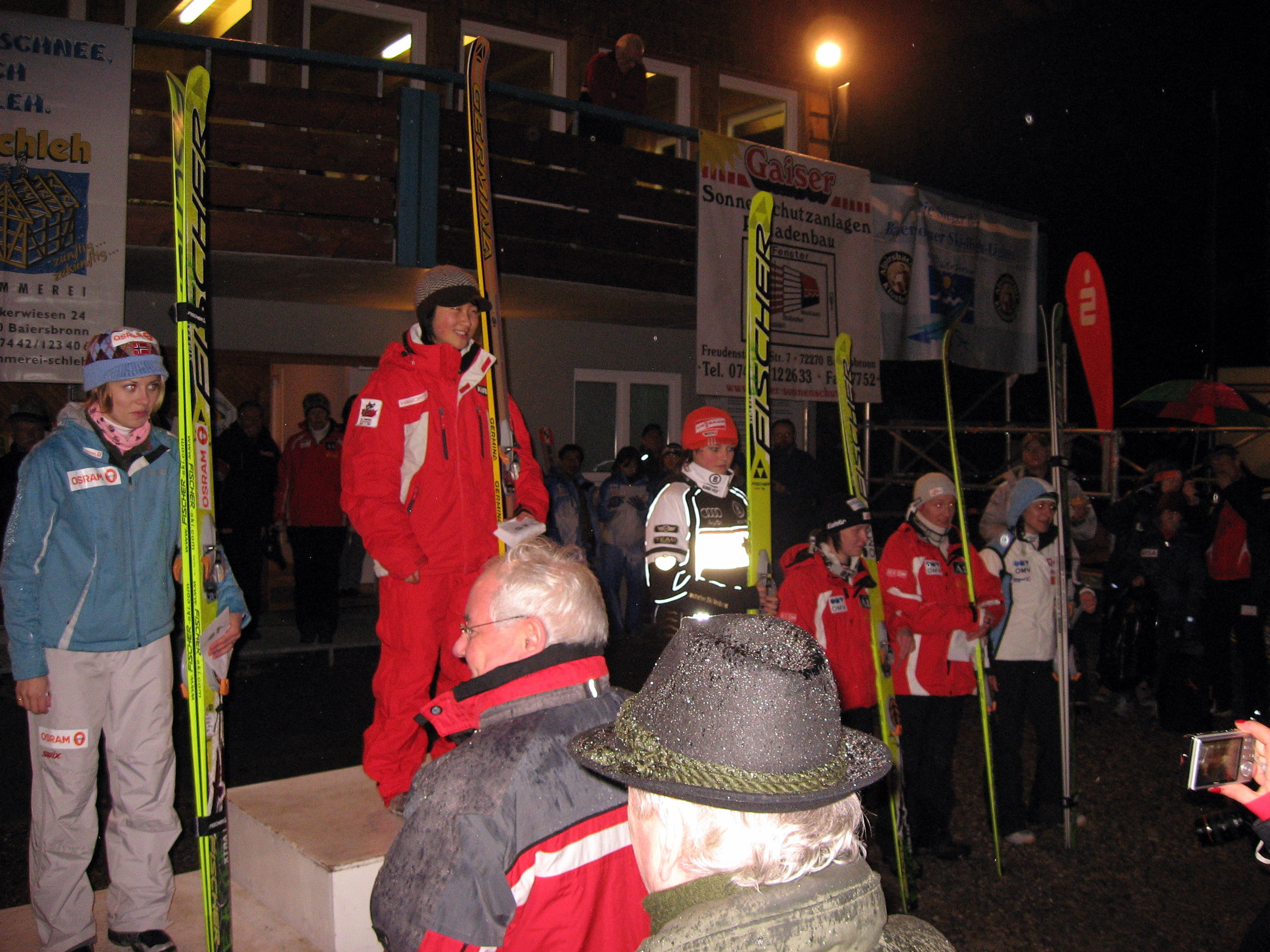
Uroczystość wręczenia nagród – Baiersbronn, 2008.

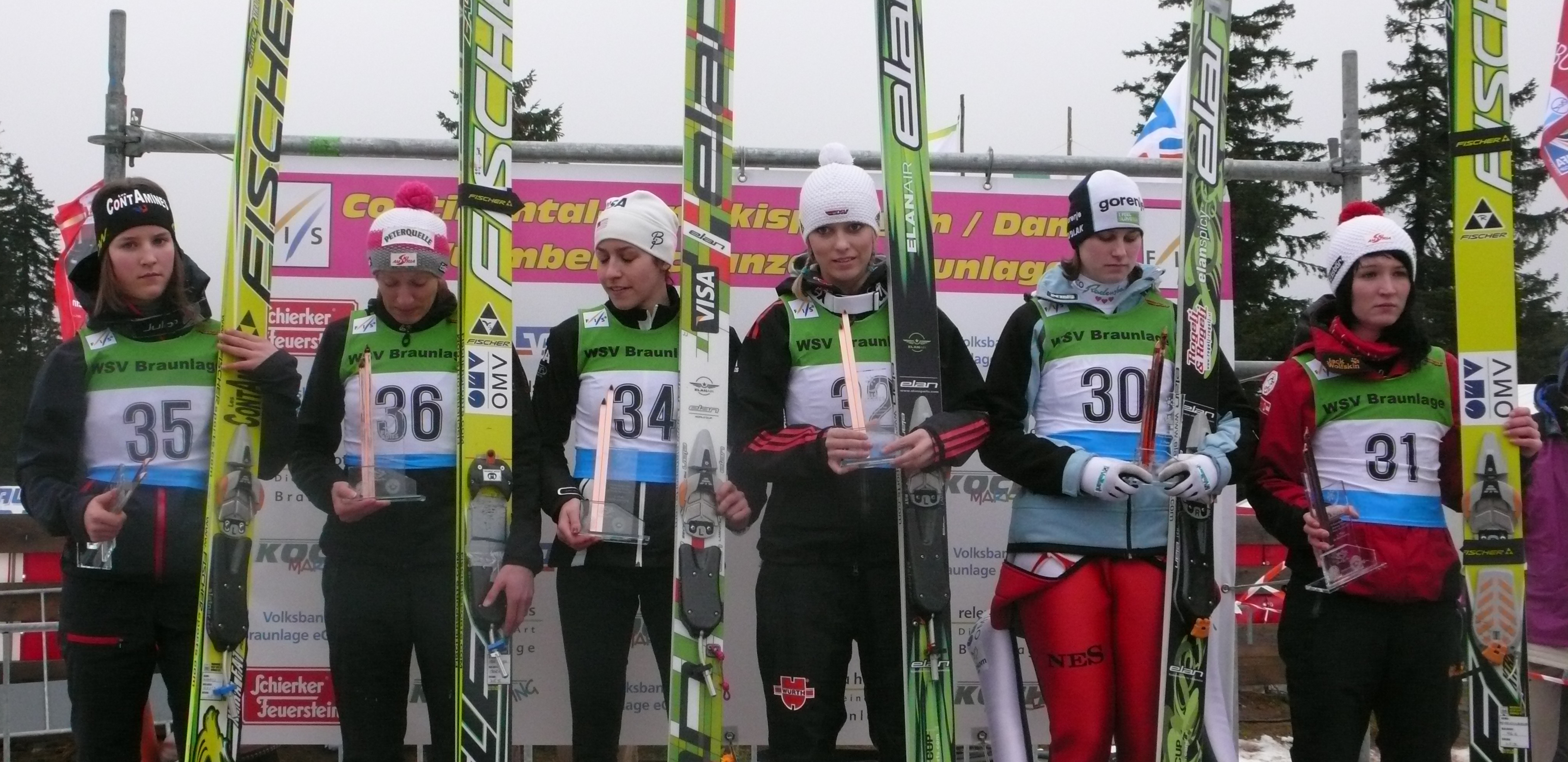
Podium FIS Ladies Winter Tournee 2011.

|      | Miejsce rozgrywania zawodów                            | 1. miejsce       | 2. miejsce       | 3. miejsce       | Drużynowo         | Źródło           |
| ---- | ------------------------------------------------------ | ---------------- | ---------------- | ---------------- | ----------------- | ---------------- |
| 1999 | Braunlage, Baiersbronn, Schönwald, Breitenberg, Ramsau | Sandra Kaiser    | Karla Keck       | Daniela Iraschko | nie rozgrywano    | [ 10 ]           |
| 2000 | Breitenberg, Saalfelden, Schönwald, Baiersbronn        | Daniela Iraschko | Eva Ganster      | Heidi Roth       | Austria           | [ 11 ]           |
| 2001 | Schönwald, Baiersbronn, Breitenberg                    | Daniela Iraschko | Henriette Smeby  | Eva Ganster      | Austria           | [ 12 ]           |
| 2002 | Saalfelden, Breitenberg, Baiersbronn, Schönwald        | Daniela Iraschko | Anette Sagen     | Helena Olsson    | Austria           | [ 13 ]           |
| 2003 | Breitenberg, Saalfelden, Baiersbronn, Schönwald        | Anette Sagen     | Eva Ganster      | Lindsey Van      | Stany Zjednoczone | [ 14 ]           |
| 2004 | Saalfelden, Breitenberg, Baiersbronn, Schönwald        | Anette Sagen     | Lindsey Van      | Eva Ganster      | Austria           | [ 15 ]           |
| 2005 | Schönwald, Baiersbronn, Breitenberg, Saalfelden        | Daniela Iraschko | Lindsey Van      | Ulrike Gräßler   | Austria           | [ 16 ]           |
| 2006 | Baiersbronn, Schönwald, Saalfelden, Breitenberg        | Anette Sagen     | Lindsey Van      | Juliane Seyfarth | Stany Zjednoczone | [ 17 ]           |
| 2007 | Saalfelden, Breitenberg, Baiersbronn, Schonach         | Lindsey Van      | Ulrike Gräßler   | Katie Willis     | Niemcy            | [ 18 ]           |
| 2008 | Breitenberg, Baiersbronn, Schönwald                    | Anette Sagen     | Maja Vtič        | Atsuko Tanaka    | Niemcy            | [ 19 ]           |
| 2009 | Turniej odwołany                                       | Turniej odwołany | Turniej odwołany | Turniej odwołany | Turniej odwołany  | Turniej odwołany |
| 2010 | Baiersbronn, Schonach, Braunlage                       | Daniela Iraschko | Anette Sagen     | Ulrike Gräßler   | nie rozgrywano    | [ 20 ]           |
| 2011 | Schonach, Hinterzarten, Braunlage                      | Coline Mattel    | Daniela Iraschko | Jessica Jerome   | nie rozgrywano    | [ 21 ]           |

## Wyniki turniejów
1999
| Data                 | Miejsce              | Skocznia                   | Punkt konstrukcyjny  | Uwagi                | 1. miejsce       | 2. miejsce    | 3. miejsce       | Źródło |
| -------------------- | -------------------- | -------------------------- | -------------------- | -------------------- | ---------------- | ------------- | ---------------- | ------ |
| 07.02.1999           | Braunlage            | Wurmbergschanze            | K-83                 | –                    | Michaela Schmidt | Karla Keck    | Daniela Iraschko | [ 22 ] |
| 10.02.1999           | Baiersbronn          | Große Ruhestein            | K-85                 | –                    | Sandra Kaiser    | Helena Olsson | Karla Keck       | [ 23 ] |
| 13.02.1999           | Schönwald            | Adlerschanze               | K-85                 | –                    | Sandra Kaiser    | Karla Keck    | Daniela Iraschko | [ 24 ] |
| 17.02.1999           | Breitenberg          | Baptist-Kitzlinger-Schanze | K-75                 | –                    | Sandra Kaiser    | Eva Ganster   | Helena Olsson    | [ 25 ] |
| 19.02.1999           | Ramsau               | Mattensprunganlage         | K-90                 | –                    | Karla Keck       | Sandra Kaiser | Eva Ganster      | [ 26 ] |
| Klasyfikacja końcowa | Klasyfikacja końcowa | Klasyfikacja końcowa       | Klasyfikacja końcowa | Klasyfikacja końcowa | Sandra Kaiser    | Karla Keck    | Daniela Iraschko | [ 10 ] |

2000
| Data                 | Miejsce              | Skocznia                   | Punkt konstrukcyjny  | Uwagi                | 1. miejsce                                                                     | 2. miejsce                                                                    | 3. miejsce                                               | Źródło |
| -------------------- | -------------------- | -------------------------- | -------------------- | -------------------- | ------------------------------------------------------------------------------ | ----------------------------------------------------------------------------- | -------------------------------------------------------- | ------ |
| 05.02.2000           | Breitenberg          | Baptist-Kitzlinger-Schanze | K-75                 | Drużynowy            | Austria 1. Magdalena Kubli 2. Sandra Kaiser 3. Eva Ganster 4. Daniela Iraschko | Niemcy 1. Kristin Schmidt 2. Stefanie Krieg 3. Michaela Schmidt 4. Heidi Roth | Japonia 1. Yoshiko Kasai 2. Izumi Yamada 3. Ayumi Watase | [ 27 ] |
| 06.02.2000           | Breitenberg          | Baptist-Kitzlinger-Schanze | K-75                 | –                    | Eva Ganster                                                                    | Daniela Iraschko                                                              | Heidi Roth                                               | [ 28 ] |
| 09.02.2000           | Saalfelden           | Bibergschanze              | K-85                 | –                    | Daniela Iraschko                                                               | Eva Ganster                                                                   | Karla Keck                                               | [ 29 ] |
| 12.02.2000           | Schönwald            | Adlerschanze               | K-85                 | –                    | Daniela Iraschko                                                               | Eva Ganster                                                                   | Ayumi Watase                                             | [ 30 ] |
| 13.02.2000           | Baiersbronn          | Große Ruhestein            | K-85                 | –                    | Daniela Iraschko                                                               | Eva Ganster                                                                   | Heidi Roth                                               | [ 31 ] |
| Klasyfikacja końcowa | Klasyfikacja końcowa | Klasyfikacja końcowa       | Klasyfikacja końcowa | Klasyfikacja końcowa | Daniela Iraschko                                                               | Eva Ganster                                                                   | Heidi Roth                                               | [ 11 ] |

2001
| Data                         | Miejsce                      | Skocznia                     | Punkt konstrukcyjny          | Uwagi                        | 1. miejsce                                                                    | 2. miejsce                                                                      | 3. miejsce                                                              | Źródło |
| ---------------------------- | ---------------------------- | ---------------------------- | ---------------------------- | ---------------------------- | ----------------------------------------------------------------------------- | ------------------------------------------------------------------------------- | ----------------------------------------------------------------------- | ------ |
| 27.01.2001                   | Schönwald                    | Adlerschanze                 | K-85                         | –                            | Daniela Iraschko                                                              | Eva Ganster                                                                     | Henriette Smeby                                                         | [ 32 ] |
| 28.01.2001                   | Schönwald                    | Adlerschanze                 | K-85                         | [ e ]                        | Daniela Iraschko                                                              | Lindsey Van                                                                     | Magdalena Kubli                                                         | [ 33 ] |
| 31.01.2001                   | Breitenberg                  | Baptist-Kitzlinger-Schanze   | K-75                         | –                            | Daniela Iraschko                                                              | Henriette Smeby                                                                 | Eva Ganster                                                             | [ 34 ] |
| 03.02.2001                   | Saalfelden                   | Bibergschanze                | K-85                         | Drużynowy                    | odwołany                                                                      | odwołany                                                                        | odwołany                                                                |        |
| 04.02.2001                   | Saalfelden                   | Bibergschanze                | K-85                         | –                            | odwołany                                                                      | odwołany                                                                        | odwołany                                                                |        |
| Wyniki konkursu drużynowego: | Wyniki konkursu drużynowego: | Wyniki konkursu drużynowego: | Wyniki konkursu drużynowego: | Wyniki konkursu drużynowego: | Austria 1. Daniela Iraschko 2. Eva Ganster 3. Magdalena Kubli 4. Verena Floss | Niemcy 1. Heidi Roth 2. Michaela Schmidt 3. Ann-Kathrin Reger 4. Stefanie Krieg | Japonia 1. Izumi Yamada 2. Ayumi Watase 3. Yoshiko Kasai 4. Rieko Kanai | [ 35 ] |
| Klasyfikacja końcowa         | Klasyfikacja końcowa         | Klasyfikacja końcowa         | Klasyfikacja końcowa         | Klasyfikacja końcowa         | Daniela Iraschko                                                              | Henriette Smeby                                                                 | Eva Ganster                                                             | [ 12 ] |

2002
| Data                 | Miejsce              | Skocznia                   | Punkt konstrukcyjny  | Uwagi                | 1. miejsce                                                                    | 2. miejsce                                                                           | 3. miejsce                                                               | Źródło |
| -------------------- | -------------------- | -------------------------- | -------------------- | -------------------- | ----------------------------------------------------------------------------- | ------------------------------------------------------------------------------------ | ------------------------------------------------------------------------ | ------ |
| 30.01.2002           | Saalfelden           | Bibergschanze              | K-85                 | –                    | Daniela Iraschko                                                              | Anette Sagen                                                                         | Helena Olsson                                                            | [ 36 ] |
| 02.02.2002           | Breitenberg          | Baptist-Kitzlinger-Schanze | K-75                 | –                    | Daniela Iraschko                                                              | Anette Sagen                                                                         | Helena Olsson                                                            | [ 37 ] |
| 03.02.2002           | Breitenberg          | Baptist-Kitzlinger-Schanze | K-75                 | Drużynowy            | Austria 1. Verena Floss 2. Magdalena Kubli 3. Eva Ganster 4. Daniela Iraschko | Niemcy 1. Michaela Schmidt 2. Ulrike Gräßler 3. Angelika Kühorn 4. Ann-Kathrin Reger | Norwegia 1. Stine Lobben 2. Kristin Fridtun 3. Line Jahr 4. Anette Sagen | [ 38 ] |
| 06.02.2002           | Baiersbronn          | Große Ruhestein            | K-85                 | –                    | Helena Olsson                                                                 | Daniela Iraschko                                                                     | Anette Sagen                                                             | [ 39 ] |
| 09.02.2002           | Schönwald            | Adlerschanze               | K-85                 | –                    | Eva Ganster Helena Olsson                                                     |                                                                                      | Anette Sagen                                                             | [ 40 ] |
| Klasyfikacja końcowa | Klasyfikacja końcowa | Klasyfikacja końcowa       | Klasyfikacja końcowa | Klasyfikacja końcowa | Daniela Iraschko                                                              | Anette Sagen                                                                         | Helena Olsson                                                            | [ 13 ] |

2003
| Data                 | Miejsce              | Skocznia                   | Punkt konstrukcyjny  | Uwagi                | 1. miejsce                                                                         | 2. miejsce                                                                   | 3. miejsce                                                             | Źródło |
| -------------------- | -------------------- | -------------------------- | -------------------- | -------------------- | ---------------------------------------------------------------------------------- | ---------------------------------------------------------------------------- | ---------------------------------------------------------------------- | ------ |
| 19.02.2003           | Breitenberg          | Baptist-Kitzlinger-Schanze | K-75                 | –                    | Daniela Iraschko                                                                   | Anette Sagen                                                                 | Jessica Jerome                                                         | [ 41 ] |
| 22.02.2003           | Saalfelden           | Bibergschanze              | K-85                 | –                    | Anette Sagen                                                                       | Eva Ganster                                                                  | Lindsey Van                                                            | [ 42 ] |
| 23.02.2003           | Saalfelden           | Bibergschanze              | K-85                 | Drużynowy            | Stany Zjednoczone 1. Karla Keck 2. Alissa Johnson 3. Jessica Jerome 4. Lindsey Van | Austria 1. Tanja Drage 2. Magdalena Kubli 3. Eva Ganster 4. Daniela Iraschko | Japonia 1. Yoshiko Kasai 2. Izumi Yamada 3. Seiko Koasa 4. Rieko Kanai | [ 43 ] |
| 26.02.2003           | Baiersbronn          | Große Ruhestein            | K-85                 | –                    | Daniela Iraschko                                                                   | Anette Sagen                                                                 | Lindsey Van                                                            | [ 44 ] |
| 01.03.2003           | Schönwald            | Adlerschanze               | K-85                 | –                    | Daniela Iraschko                                                                   | Anette Sagen                                                                 | Jessica Jerome                                                         | [ 45 ] |
| Klasyfikacja końcowa | Klasyfikacja końcowa | Klasyfikacja końcowa       | Klasyfikacja końcowa | Klasyfikacja końcowa | Anette Sagen                                                                       | Eva Ganster                                                                  | Lindsey Van                                                            | [ 14 ] |

2004
| Data                 | Miejsce              | Skocznia                   | Punkt konstrukcyjny  | Uwagi                | 1. miejsce                                                                              | 2. miejsce                                                              | 3. miejsce                                                                  | Źródło |
| -------------------- | -------------------- | -------------------------- | -------------------- | -------------------- | --------------------------------------------------------------------------------------- | ----------------------------------------------------------------------- | --------------------------------------------------------------------------- | ------ |
| 12.02.2004           | Saalfelden           | Bibergschanze              | K-85                 | –                    | Anette Sagen                                                                            | Lindsey Van Eva Ganster                                                 |                                                                             | [ 46 ] |
| 14.02.2004           | Breitenberg          | Baptist-Kitzlinger-Schanze | K-75                 | –                    | Lindsey Van                                                                             | Anette Sagen                                                            | Daniela Iraschko                                                            | [ 47 ] |
| 15.02.2004           | Breitenberg          | Baptist-Kitzlinger-Schanze | K-75                 | Drużynowy            | Austria 1. Jacqueline Seifriedsberger 2. Tanja Drage 3. Eva Ganster 4. Daniela Iraschko | Japonia 1. Seiko Koasa 2. Yoshiko Kasai 3. Ayumi Watase 4. Izumi Yamada | Norwegia 1. Kristin Fridtun 2. Henriette Smeby 3. Line Jahr 4. Anette Sagen | [ 48 ] |
| 18.02.2004           | Baiersbronn          | Große Ruhestein            | K-85                 | –                    | Anette Sagen                                                                            | Lindsey Van                                                             | Monika Pogladič Daniela Iraschko                                            | [ 49 ] |
| 21.02.2004           | Schönwald            | Adlerschanze               | K-85                 | –                    | Jessica Jerome                                                                          | Lindsey Van                                                             | Ulrike Gräßler                                                              | [ 50 ] |
| Klasyfikacja końcowa | Klasyfikacja końcowa | Klasyfikacja końcowa       | Klasyfikacja końcowa | Klasyfikacja końcowa | Anette Sagen                                                                            | Lindsey Van                                                             | Eva Ganster                                                                 | [ 15 ] |

2005
| Data                 | Miejsce              | Skocznia                   | Rozmiar skoczni      | Uwagi                | 1. miejsce                                                                              | 2. miejsce                                                              | 3. miejsce                                                                         | Źródło |
| -------------------- | -------------------- | -------------------------- | -------------------- | -------------------- | --------------------------------------------------------------------------------------- | ----------------------------------------------------------------------- | ---------------------------------------------------------------------------------- | ------ |
| 08.02.2005           | Schönwald            | Adlerschanze               | HS 93                | –                    | Daniela Iraschko                                                                        | Lindsey Van                                                             | Anette Sagen                                                                       | [ 51 ] |
| 12.02.2005           | Baiersbronn          | Große Ruhestein            | HS 90                | –                    | Monika Pogladič                                                                         | Maja Vtič                                                               | Lindsey Van                                                                        | [ 52 ] |
| 15.02.2005           | Breitenberg          | Baptist-Kitzlinger-Schanze | HS 82                | Drużynowy            | Austria 1. Tanja Drage 2. Eva Ganster 3. Jacqueline Seifriedsberger 4. Daniela Iraschko | Słowenia 1. Anja Tepeš 2. Petra Benedik 3. Maja Vtič 4. Monika Pogladič | Stany Zjednoczone 1. Karla Keck 2. Alissa Johnson 3. Jessica Jerome 4. Lindsey Van | [ 53 ] |
| 16.02.2005           | Breitenberg          | Baptist-Kitzlinger-Schanze | HS 82                | –                    | Anette Sagen                                                                            | Daniela Iraschko                                                        | Line Jahr                                                                          | [ 54 ] |
| 19.02.2005           | Saalfelden           | Bibergschanze              | HS 95                | –                    | Anette Sagen                                                                            | Daniela Iraschko                                                        | Line Jahr                                                                          | [ 55 ] |
| Klasyfikacja końcowa | Klasyfikacja końcowa | Klasyfikacja końcowa       | Klasyfikacja końcowa | Klasyfikacja końcowa | Daniela Iraschko                                                                        | Lindsey Van                                                             | Ulrike Gräßler                                                                     | [ 16 ] |

2006
| Data                 | Miejsce              | Skocznia                   | Rozmiar skoczni      | Uwagi                | 1. miejsce                                                                          | 2. miejsce                                                                | 3. miejsce                                                              | Źródło |
| -------------------- | -------------------- | -------------------------- | -------------------- | -------------------- | ----------------------------------------------------------------------------------- | ------------------------------------------------------------------------- | ----------------------------------------------------------------------- | ------ |
| 09.02.2006           | Baiersbronn          | Große Ruhestein            | HS 90                | –                    | Anette Sagen                                                                        | Juliane Seyfarth                                                          | Lindsey Van                                                             | [ 56 ] |
| 11.02.2006           | Schönwald            | Adlerschanze               | HS 93                | –                    | Juliane Seyfarth                                                                    | Lindsey Van Anette Sagen                                                  |                                                                         | [ 57 ] |
| 12.02.2006           | Schönwald            | Adlerschanze               | HS 93                | Drużynowy            | Stany Zjednoczone 1. Alissa Johnson 2. Abby Hughes 3. Jessica Jerome 4. Lindsey Van | Niemcy 1. Jenna Mohr 2. Anna Häfele 3. Ulrike Gräßler 4. Juliane Seyfarth | Norwegia 1. Silje Sprakehaug 2. Mari Backe 3. Line Jahr 4. Anette Sagen | [ 58 ] |
| 15.02.2006           | Saalfelden           | Bibergschanze              | HS 95                | –                    | Anette Sagen                                                                        | Lindsey Van                                                               | Ulrike Gräßler                                                          | [ 59 ] |
| 18.02.2006           | Breitenberg          | Baptist-Kitzlinger-Schanze | HS 82                | –                    | Anette Sagen                                                                        | Juliane Seyfarth                                                          | Jessica Jerome                                                          | [ 60 ] |
| Klasyfikacja końcowa | Klasyfikacja końcowa | Klasyfikacja końcowa       | Klasyfikacja końcowa | Klasyfikacja końcowa | Anette Sagen                                                                        | Lindsey Van                                                               | Juliane Seyfarth                                                        | [ 17 ] |

2007
| Data                 | Miejsce              | Skocznia                   | Rozmiar skoczni      | Uwagi                | 1. miejsce                                                               | 2. miejsce                                                                                 | 3. miejsce                                                              | Źródło |
| -------------------- | -------------------- | -------------------------- | -------------------- | -------------------- | ------------------------------------------------------------------------ | ------------------------------------------------------------------------------------------ | ----------------------------------------------------------------------- | ------ |
| 08.02.2007           | Saalfelden           | Bibergschanze              | HS 95                | –                    | Ulrike Gräßler                                                           | Anette Sagen                                                                               | Lindsey Van                                                             | [ 61 ] |
| 10.02.2007           | Breitenberg          | Baptist-Kitzlinger-Schanze | HS 82                | –                    | Anette Sagen                                                             | Daniela Iraschko                                                                           | Katie Willis                                                            | [ 62 ] |
| 11.02.2007           | Breitenberg          | Baptist-Kitzlinger-Schanze | HS 82                | Drużynowy            | Niemcy 1. Anna Häfele 2. Ulrike Gräßler 3. Carina Vogt 4. Lisa Rexhäuser | Austria 1. Esther Steindl 2. Jacqueline Seifriedsberger 3. Tanja Drage 4. Daniela Iraschko | Norwegia 1. Silje Sprakehaug 2. Gyda Enger 3. Line Jahr 4. Anette Sagen | [ 63 ] |
| 14.02.2007           | Baiersbronn          | Große Ruhestein            | HS 90                | –                    | Lindsey Van                                                              | Lisa Rexhäuser                                                                             | Ulrike Gräßler                                                          | [ 64 ] |
| 17.02.2007           | Schonach             | Langenwaldschanze          | HS 96                | [ h ]                | Katie Willis                                                             | Lindsey Van                                                                                | Daniela Iraschko                                                        | [ 65 ] |
| Klasyfikacja końcowa | Klasyfikacja końcowa | Klasyfikacja końcowa       | Klasyfikacja końcowa | Klasyfikacja końcowa | Lindsey Van                                                              | Ulrike Gräßler                                                                             | Katie Willis                                                            | [ 18 ] |

2008
| Data                 | Miejsce              | Skocznia                   | Rozmiar skoczni      | Uwagi                | 1. miejsce                                                                      | 2. miejsce                                                         | 3. miejsce                                                                                | Źródło |
| -------------------- | -------------------- | -------------------------- | -------------------- | -------------------- | ------------------------------------------------------------------------------- | ------------------------------------------------------------------ | ----------------------------------------------------------------------------------------- | ------ |
| 14.02.2008           | Seefeld              | Toni-Seelos-Olympiaschanze | HS 100               | –                    | odwołany                                                                        | odwołany                                                           | odwołany                                                                                  | [ 66 ] |
| 16.02.2008           | Breitenberg          | Baptist-Kitzlinger-Schanze | HS 82                | –                    | Anette Sagen                                                                    | Lindsey Van                                                        | Maja Vtič                                                                                 | [ 67 ] |
| 17.02.2008           | Breitenberg          | Baptist-Kitzlinger-Schanze | HS 82                | [ i ]                | Maja Vtič                                                                       | Lindsey Van Anette Sagen                                           |                                                                                           | [ 68 ] |
| 17.02.2008           | Breitenberg          | Baptist-Kitzlinger-Schanze | HS 82                | Drużynowy            | Niemcy 1. Magdalena Schnurr 2. Juliane Seyfarth 3. Ulrike Gräßler 4. Jenna Mohr | Słowenia 1. Manja Pograjc 2. Katja Požun 3. Eva Logar 4. Maja Vtič | Stany Zjednoczone 1. Sarah Hendrickson 2. Avery Ardovino 3. Jessica Jerome 4. Lindsey Van | [ 69 ] |
| 20.02.2008f          | Baiersbronn          | Große Ruhestein            | HS 90                | –                    | Atsuko Tanaka                                                                   | Anette Sagen                                                       | Carina Vogt                                                                               | [ 70 ] |
| 23.02.2008           | Schönwald            | Adlerschanze               | HS 93                | –                    | Anette Sagen                                                                    | Magdalena Schnurr                                                  | Bigna Windmüller                                                                          | [ 71 ] |
| Klasyfikacja końcowa | Klasyfikacja końcowa | Klasyfikacja końcowa       | Klasyfikacja końcowa | Klasyfikacja końcowa | Anette Sagen                                                                    | Maja Vtič                                                          | Atsuko Tanaka                                                                             | [ 19 ] |

2009
Turniej został odwołany, ponieważ chęć zorganizowania zawodów wyraziły tylko niemieckie miejscowości Schonach i Baiersbronn. Nie udało się znaleźć innych miast organizatorów turnieju, co zmusiło organizatorów oraz FIS do odwołania turnieju.
2010
| Data                 | Miejsce              | Skocznia             | Rozmiar skoczni      | Uwagi                | 1. miejsce       | 2. miejsce       | 3. miejsce     | Źródło |
| -------------------- | -------------------- | -------------------- | -------------------- | -------------------- | ---------------- | ---------------- | -------------- | ------ |
| 02.01.2010           | Baiersbronn          | Große Ruhestein      | HS 90                | –                    | Carina Vogt      | Daniela Iraschko | Anette Sagen   | [ 73 ] |
| 03.01.2010           | Baiersbronn          | Große Ruhestein      | HS 90                | –                    | Daniela Iraschko | Anette Sagen     | Ulrike Gräßler | [ 74 ] |
| 06.01.2010           | Schonach             | Langenwaldschanze    | HS 96                | –                    | Daniela Iraschko | Carina Vogt      | Anette Sagen   | [ 75 ] |
| 08.01.2010           | Braunlage            | Wurmbergschanze      | HS 100               | [ k ]                | odwołany         | odwołany         | odwołany       | [ 76 ] |
| 10.01.2010           | Braunlage            | Wurmbergschanze      | HS 100               | [ l ]                | odwołany         | odwołany         | odwołany       | [ 76 ] |
| Klasyfikacja końcowa | Klasyfikacja końcowa | Klasyfikacja końcowa | Klasyfikacja końcowa | Klasyfikacja końcowa | Daniela Iraschko | Anette Sagen     | Ulrike Gräßler | [ 20 ] |

2011
| Data                 | Miejsce              | Skocznia             | Rozmiar skoczni      | Uwagi                | 1. miejsce       | 2. miejsce       | 3. miejsce                 | Źródło |
| -------------------- | -------------------- | -------------------- | -------------------- | -------------------- | ---------------- | ---------------- | -------------------------- | ------ |
| 08.01.2011           | Schonach             | Langenwaldschanze    | HS 106               | –                    | Daniela Iraschko | Coline Mattel    | Melanie Faißt              | [ 77 ] |
| 09.01.2011           | Schonach             | Langenwaldschanze    | HS 106               | [ m ]                | odwołany         | odwołany         | odwołany                   | [ 78 ] |
| 12.01.2011           | Hinterzarten         | Adlerschanze         | HS 108               | [ n ]                | Daniela Iraschko | Coline Mattel    | Eva Logar                  | [ 79 ] |
| 12.01.2011           | Hinterzarten         | Adlerschanze         | HS 108               | –                    | Coline Mattel    | Daniela Iraschko | Lindsey Van                | [ 80 ] |
| 15.01.2011           | Braunlage            | Wurmbergschanze      | HS 100               | –                    | Coline Mattel    | Daniela Iraschko | Jacqueline Seifriedsberger | [ 81 ] |
| 16.01.2011           | Braunlage            | Wurmbergschanze      | HS 100               | –                    | Coline Mattel    | Daniela Iraschko | Melanie Faißt              | [ 82 ] |
| Klasyfikacja końcowa | Klasyfikacja końcowa | Klasyfikacja końcowa | Klasyfikacja końcowa | Klasyfikacja końcowa | Coline Mattel    | Daniela Iraschko | Jessica Jerome             | [ 21 ] |

## Statystyki

### Indywidualne

#### Najwięcej zwycięstw w klasyfikacji generalnej
| Miejsce | Imię i nazwisko  | Kraj              | Wygrane |
| ------- | ---------------- | ----------------- | ------- |
| 1.      | Daniela Iraschko | Austria           | 5       |
| 2.      | Anette Sagen     | Norwegia          | 4       |
| 3.      | Sandra Kaiser    | Austria           | 1       |
|         | Lindsey Van      | Stany Zjednoczone | 1       |
|         | Coline Mattel    | Francja           | 1       |

#### Najwięcej razy na podium w klasyfikacji generalnej
| Miejsce | Imię i nazwisko  | Kraj              | 1. miejsca | 2. miejsca | 3. miejsca | Razem |
| ------- | ---------------- | ----------------- | ---------- | ---------- | ---------- | ----- |
| 1.      | Daniela Iraschko | Austria           | 5          | 1          | 1          | 7     |
| 2.      | Anette Sagen     | Norwegia          | 4          | 2          | 0          | 6     |
| 3.      | Lindsey Van      | Stany Zjednoczone | 1          | 3          | 1          | 5     |
| 4.      | Eva Ganster      | Austria           | 0          | 2          | 2          | 4     |
| 5.      | Ulrike Gräßler   | Niemcy            | 0          | 1          | 2          | 3     |
| 6.      | Sandra Kaiser    | Austria           | 1          | 0          | 0          | 1     |
|         | Coline Mattel    | Francja           | 1          | 0          | 0          | 1     |
|         | Maja Vtič        | Słowenia          | 0          | 1          | 0          | 1     |
|         | Henriette Smeby  | Norwegia          | 0          | 1          | 0          | 1     |
|         | Karla Keck       | Stany Zjednoczone | 0          | 1          | 0          | 1     |
|         | Heidi Roth       | Niemcy            | 0          | 0          | 1          | 1     |
|         | Helena Olsson    | Szwecja           | 0          | 0          | 1          | 1     |
|         | Juliane Seyfarth | Niemcy            | 0          | 0          | 1          | 1     |
|         | Katie Willis     | Kanada            | 0          | 0          | 1          | 1     |
|         | Atsuko Tanaka    | Kanada            | 0          | 0          | 1          | 1     |
|         | Jessica Jerome   | Stany Zjednoczone | 0          | 0          | 1          | 1     |

#### Najwięcej zwycięstw w konkursach
Stan z 16 stycznia 2011, po zawodach indywidualnych w Braunlage ( Niemcy)
| Miejsce | Imię i nazwisko  | Kraj              | Razy |
| ------- | ---------------- | ----------------- | ---- |
| 1.      | Daniela Iraschko | Austria           | 16   |
| 2.      | Anette Sagen     | Norwegia          | 11   |
| 3.      | Coline Mattel    | Francja           | 3    |
|         | Sandra Kaiser    | Austria           | 3    |
| 4.      | Helena Olsson    | Szwecja           | 2    |
| 5.      | Eva Ganster      | Austria           | 2    |
|         | Lindsey Van      | Stany Zjednoczone | 2    |
| 6.      | Michaela Schmidt | Niemcy            | 1    |
|         | Karla Keck       | Stany Zjednoczone | 1    |
|         | Jessica Jerome   | Stany Zjednoczone | 1    |
|         | Monika Pogladič  | Słowenia          | 1    |
|         | Ulrike Gräßler   | Niemcy            | 1    |
|         | Maja Vtič        | Słowenia          | 1    |
|         | Juliane Seyfarth | Niemcy            | 1    |
|         | Katie Willis     | Kanada            | 1    |
|         | Atsuko Tanaka    | Kanada            | 1    |
|         | Carina Vogt      | Niemcy            | 1    |

#### Najwięcej razy na podium konkursów
Stan z 16 stycznia 2011, po zawodach indywidualnych w Braunlage ( Niemcy)
| Miejsce | Imię i nazwisko            | Kraj              | 1. miejsca | 2. miejsca | 3. miejsca | Razem |
| ------- | -------------------------- | ----------------- | ---------- | ---------- | ---------- | ----- |
| 1.      | Daniela Iraschko           | Austria           | 16         | 9          | 4          | 29    |
| 2.      | Anette Sagen               | Norwegia          | 11         | 11         | 5          | 27    |
| 3.      | Lindsey Van                | Stany Zjednoczone | 2          | 10         | 6          | 18    |
| 4.      | Eva Ganster                | Austria           | 2          | 6          | 3          | 11    |
| 5.      | Helena Olsson              | Szwecja           | 2          | 1          | 3          | 6     |
| 6.      | Coline Mattel              | Francja           | 3          | 2          | 0          | 5     |
| 7.      | Karla Keck                 | Stany Zjednoczone | 1          | 2          | 2          | 5     |
| 8.      | Ulrike Gräßler             | Niemcy            | 1          | 0          | 4          | 5     |
| 9.      | Sandra Kaiser              | Austria           | 3          | 1          | 0          | 4     |
| 10.     | Jessica Jerome             | Stany Zjednoczone | 1          | 0          | 3          | 4     |
| 11.     | Juliane Seyfarth           | Niemcy            | 1          | 2          | 0          | 3     |
| 12.     | Maja Vtič                  | Słowenia          | 1          | 1          | 1          | 3     |
|         | Carina Vogt                | Niemcy            | 1          | 1          | 1          | 3     |
| 14.     | Monika Pogladič            | Słowenia          | 1          | 0          | 1          | 2     |
|         | Katie Willis               | Kanada            | 1          | 0          | 1          | 2     |
| 16.     | Henriette Smeby            | Norwegia          | 0          | 1          | 1          | 2     |
| 17.     | Heidi Roth                 | Niemcy            | 0          | 0          | 2          | 2     |
|         | Line Jahr                  | Norwegia          | 0          | 0          | 2          | 2     |
|         | Melanie Faißt              | Niemcy            | 0          | 0          | 2          | 2     |
| 20.     | Michaela Schmidt           | Niemcy            | 1          | 0          | 0          | 1     |
|         | Atsuko Tanaka              | Kanada            | 1          | 0          | 0          | 1     |
| 22.     | Lisa Rexhäuser             | Niemcy            | 0          | 1          | 0          | 1     |
|         | Magdalena Schnurr          | Niemcy            | 0          | 1          | 0          | 1     |
| 24.     | Ayumi Watase               | Japonia           | 0          | 0          | 1          | 1     |
|         | Magdalena Kubli            | Austria           | 0          | 0          | 1          | 1     |
|         | Bigna Windmüller           | Szwajcaria        | 0          | 0          | 1          | 1     |
|         | Eva Logar                  | Słowenia          | 0          | 0          | 1          | 1     |
|         | Jacqueline Seifriedsberger | Austria           | 0          | 0          | 1          | 1     |

#### Podział według krajów

##### Najwięcej zwycięstw w klasyfikacji generalnej
| Miejsce | Kraj              | Wygrane |
| ------- | ----------------- | ------- |
| 1.      | Austria           | 6       |
| 2.      | Norwegia          | 4       |
| 3.      | Stany Zjednoczone | 1       |
|         | Francja           | 1       |

##### Najwięcej razy na podium w klasyfikacji generalnej
| Miejsce | Kraj              | 1. miejsca | 2. miejsca | 3. miejsca | Razem |
| ------- | ----------------- | ---------- | ---------- | ---------- | ----- |
| 1.      | Austria           | 6          | 4          | 3          | 13    |
| 2.      | Norwegia          | 4          | 3          | 0          | 7     |
| 3.      | Stany Zjednoczone | 1          | 3          | 2          | 6     |
| 4.      | Niemcy            | 0          | 1          | 4          | 5     |
| 5.      | Kanada            | 0          | 0          | 2          | 2     |
| 6.      | Francja           | 1          | 0          | 0          | 1     |
| 7.      | Słowenia          | 0          | 1          | 0          | 1     |
| 8.      | Szwecja           | 0          | 0          | 1          | 1     |

##### Najwięcej zwycięstw w konkursach
Stan z 16 stycznia 2011, po zawodach indywidualnych w Braunlage ( Niemcy)
| Miejsce | Kraj              | Razy |
| ------- | ----------------- | ---- |
| 1.      | Austria           | 21   |
| 2.      | Norwegia          | 11   |
| 3.      | Stany Zjednoczone | 4    |
|         | Niemcy            | 4    |
| 4.      | Francja           | 3    |
| 5.      | Szwecja           | 2    |
|         | Kanada            | 2    |
|         | Słowenia          | 2    |

##### Najwięcej razy na podium konkursów
Stan z 16 stycznia 2011, po zawodach indywidualnych w Braunlage ( Niemcy)
| Miejsce | Kraj              | 1. miejsca | 2. miejsca | 3. miejsca | Razem |
| ------- | ----------------- | ---------- | ---------- | ---------- | ----- |
| 1.      | Austria           | 21         | 16         | 9          | 46    |
| 2.      | Norwegia          | 11         | 12         | 8          | 31    |
| 3.      | Stany Zjednoczone | 4          | 12         | 11         | 27    |
| 4.      | Niemcy            | 4          | 5          | 9          | 18    |
| 5.      | Szwecja           | 2          | 1          | 3          | 6     |
|         | Słowenia          | 2          | 1          | 3          | 6     |
| 7.      | Francja           | 3          | 2          | 0          | 5     |
| 8.      | Kanada            | 2          | 0          | 1          | 3     |
| 9.      | Japonia           | 0          | 0          | 1          | 1     |
|         | Szwajcaria        | 0          | 0          | 1          | 1     |

### Drużynowe

#### Najwięcej zwycięstw w konkursach
Stan z 16 stycznia 2011, po zawodach indywidualnych w Braunlage ( Niemcy)
| Miejsce | Kraj              | Razy |
| ------- | ----------------- | ---- |
| 1.      | Austria           | 5    |
| 2.      | Niemcy            | 2    |
|         | Stany Zjednoczone | 2    |

#### Najwięcej razy na podium konkursów
Stan z 16 stycznia 2011, po zawodach indywidualnych w Braunlage ( Niemcy)
| Miejsce | Kraj              | 1. miejsca | 2. miejsca | 3. miejsca | Razem |
| ------- | ----------------- | ---------- | ---------- | ---------- | ----- |
| 1.      | Austria           | 5          | 2          | 0          | 7     |
| 2.      | Niemcy            | 2          | 4          | 0          | 6     |
| 3.      | Stany Zjednoczone | 2          | 0          | 2          | 4     |
| 4.      | Japonia           | 0          | 1          | 3          | 4     |
| 5.      | Norwegia          | 0          | 0          | 4          | 4     |
| 6.      | Słowenia          | 0          | 2          | 0          | 2     |